# 24/7 Zeitschrift der TelefonSeelsorge Deutschland

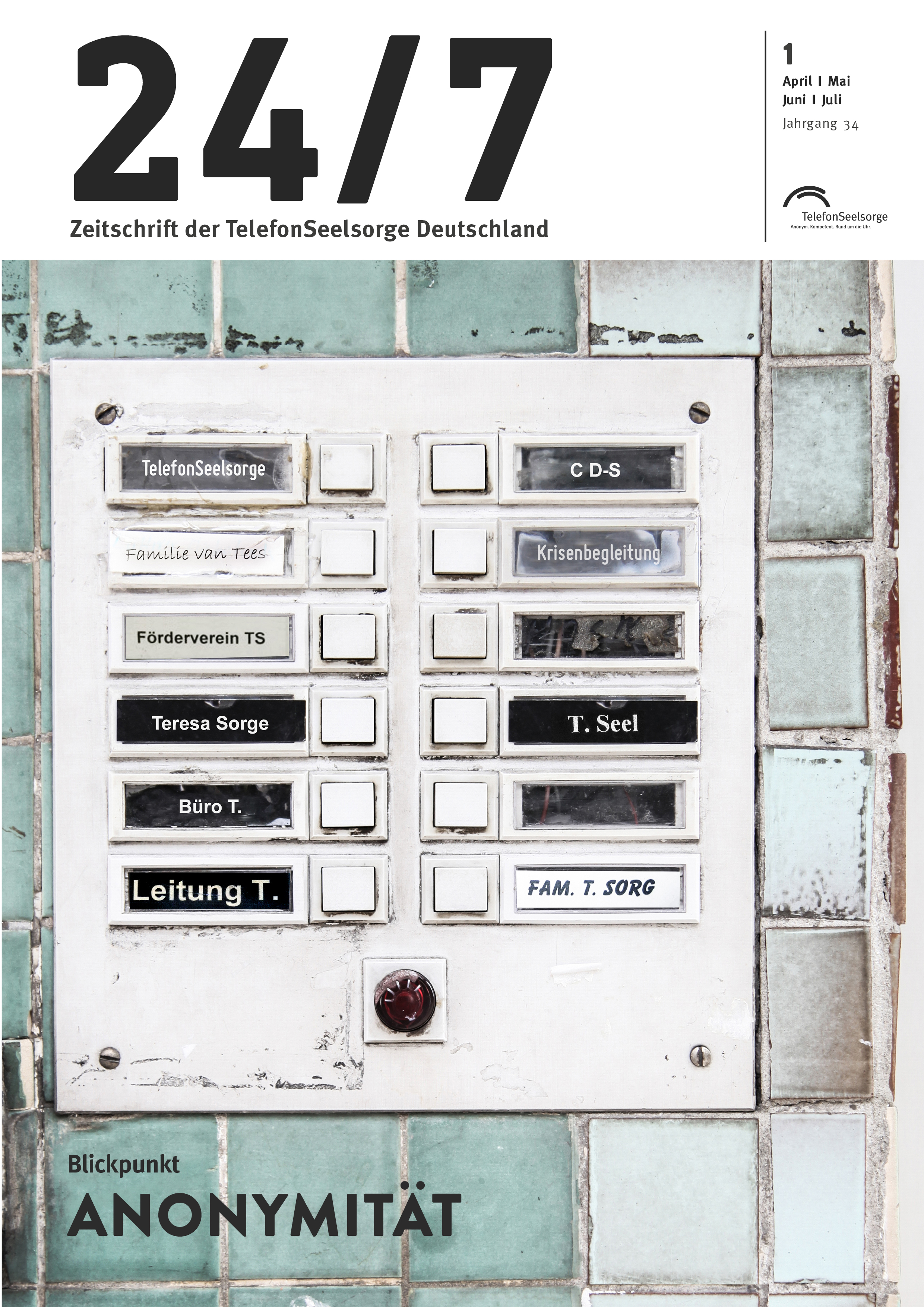
24/7 ZdTSD 34. Jg. Nr. 1 / April 2017

24/7 Zeitschrift der TelefonSeelsorge Deutschland ist die Fortsetzung der von 1984 bis 2016 mit dem Titel Auf Draht erschienenen Zeitschrift der deutschen Telefonseelsorge.

## Geschichte
Die Geschichtsschreibung der Telefonseelsorge belegt verschiedene Ansätze, einen Informationsdienst ins Leben zu rufen, die allesamt gescheitert sind, zugleich aber in „das Blatt“ mit dem „ausgedachten“ Magazintitel „Auf Draht“ einmündeten.
Der erste Versuch war ein von Juni 1967 bis Juni 1969 existierender Informationsdienst,  der nach vier Ausgaben eingestellt wurde; gleichermaßen der Informationsdienst der Forschungsstelle für TS, beginnend 1973 mit Nummer 1 und endend 1979 mit Nummer 4. Nicht anders erging es dem Informationsdienst Telefonseelsorge, der von Oktober 1975 (1. Ausgabe) bis Juli 1983 (15. Ausgabe) existierte und nach einem Eklat eingestellt wurde. Der Auslöser war, dass durch diesen Dienst ohne Absprache mit der Redaktion drei Artikel veröffentlicht wurden und zwei Leserbriefe zur Homosexualität unveröffentlicht blieben.

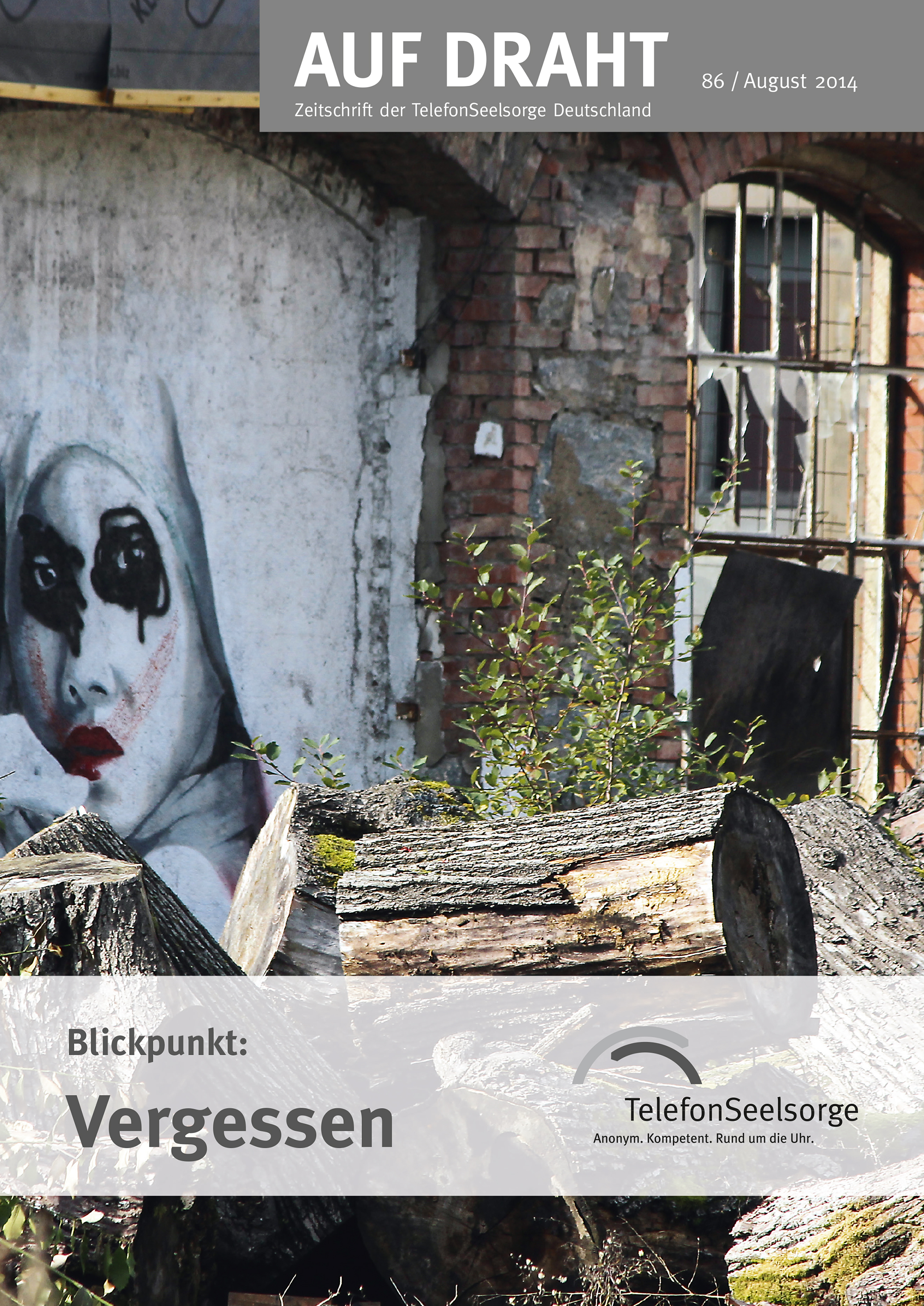
Auf Draht Nr. 86 / August 2014

Vor diesem Hintergrund erfolgte 1983 auf der alljährlich in der fränkischen Gemeinde Vierzehnheiligen (Vierzehn heilige Nothelfer) stattfindenden Leiterkonferenz der Beschluss: Der „Informationsdienst Telefonseelsorge“ wird eingestellt; es wird ein Nachfolgeblatt mit ausschließlich internem Charakter geben; von den Dachverbänden sind nur noch die beiden Geschäftsführer geborene Redaktions-Mitglieder; die bisherigen (drei) Redakteure aus dem Kreis der Hauptamtlichen bleiben; künftig soll es auch aus dem Kreis der Ehrenamtlichen zwei Redakteure geben; nach vier kostenlosen Probenummern sollen die Kosten des Blattes so gestaltet werden, dass es sich selber trägt; einen Namen für „das Blatt“ soll sich die Redaktion ausdenken. Der dabei gewählte Name Auf Draht galt zunächst als Provisorium, wurde jedoch bis 2016 beibehalten und erst 2017 geändert.
Das Anliegen von Auf Draht hat sich aus heutiger Sicht im Zeitablauf  geändert, wie der Blick in ein älteres Impressum (Heft 2, 1984) belegt: „Auf Draht ist ein internes Magazin für ehrenamtliche und hauptamtliche Mitarbeiter in den Telefonseelsorgestellen und Offenen Türen in der Bundesrepublik Deutschland und Berlin (West). Die Zeitschrift wird ausschließlich an Telefonseelsorgestellen und Offene Türen ausgeliefert.“ Die damit belegte Einengung des Leserkreises ist bis Ausgabe 80 (August 2012) nachweisbar, wurde allerdings danach durch „Auf Draht / Zeitschrift der TelefonSeelsorge Deutschland“ ersetzt, wie das Impressum der Nummer 81 (Dezember 2012) und nachfolgende Ausgaben bezeugen.
Die Aufgabe seines historischen Selbstverständnisses und den 2017 erfolgten Namenswechsel verdankt „das Blatt“ zweifellos einem redaktionellen Generationswechsel und öffnet sich nun auch für interessierte Leser außerhalb der deutschen Telefonseelsorge. Zugleich wurde das Konzept und Layout professioneller, attraktiver und zeitgemäßer gestaltet.

## Gestaltung und Erscheinungsweise
Die Gestaltung der Fachzeitschrift Auf Draht stellte bereits in den Anfängen ein Titelthema in den „Blickpunkt“. In den ersten vier Ausgaben des Magazins „Selbstmord“ (Heft 01/1984), „Wie wir uns sehen – wie andere uns sehen“ (02/1984), „Wer ruft uns an von Sex bis Sucht?“ (03/1985) und „TS im Umbruch? - wie geht es weiter?“ (04/1986). Diese Idee für die konzeptionelle Gestaltung des Magazins wird bis heute beibehalten. Das belegen jedenfalls jüngere Ausgaben mit „Blickpunkten“ wie „Mauern und Grenzen“ (87/2014), „Intuition“ (88/2015), „Scham“ (89/2015), „Sprache“ (90/2014) und „Anonymität“ (1/2017).
Mit diesen Themen werden Probleme und Lösungen in den Blick genommen, die dem Personal der Telefonseelsorge auf den Nägeln brennen. Zudem beinhalten die Hefte in der Regel gezielte mediale Empfehlungen. Weiterhin eröffnet dieses Magazin Außenstehenden und Förderern ungeschminkte Einblicke: Was leistet, was bewirkt Telefonseelsorge heute? Warum ist die Telefonseelsorge förderungswürdig, warum bedarf sie auch Jahrzehnte nach ihrer Gründung ungebrochen der Förderung? Warum kann Telefonseelsorge ohne das ehrenamtliche Engagement vieler Tausender nicht existieren?
Die Verfasser der Beiträge sind ehren- oder hauptamtliche Mitarbeiter der Telefonseelsorge. Teilweise werden in 24/7 Zeitschrift der TelefonSeelsorge Deutschland auch Texte und Studien aus anderen Publikationen und Medien nachgedruckt. Fachbeiträge externer Autoren scheinen durchaus willkommen. Das gilt zugleich für die redaktionell zur konzeptionellen Gestaltung benötigten Fotobeiträge.
24/7 Zeitschrift der TelefonSeelsorge Deutschland erscheint dreimal jährlich (April, August, Dezember) mit einer Auflage von 4.000 Exemplaren (Stand: 2023), seit dem Namenswechsel zudem eine Hörversion auf CD. Redaktionsschluss für Autoren der Beiträge ist jeweils zwei Monate vor dem Erscheinen des Magazins.

## Herausgeber und Redaktion
Der Herausgeber von 24/7 Zeitschrift der TelefonSeelsorge Deutschland ist der TelefonSeelsorge Deutschland e. V. – Ökumenischer Verein für TelefonSeelsorge und Offene Tür in Deutschland mit Sitz in Berlin, registriert im Vereinsregister unter Nr. 6031 beim Amtsgericht Stuttgart. 
Das Redaktionsteam besteht aus Friedrich Dechant (TelefonSeelsorge Oberpfalz), Andreas Hardelt-Serafin (TelefonSeelsorge Siegen), Tobias Lehner (TelefonSeelsorge München), Anne Michel-Pill (TelefonSeelsorge Hagen-Mark) und Inge Pape (TelefonSeelsorge Darmstadt).
Verantwortliche Redakteurin ist seit August 2023 Bernadette Ott (Kath. TelefonSeelsorge München), zuvor waren es von Dezember 2011 bis Juli 2023 Birgit Knatz (Hagen-Mark), von April 1999 bis August 2011 Gisela Achminow (München) und von April 1984 bis Dezember 1998 Norbert Dietel (Mannheim).

## Aus für die 24/7 Zeitschrift der TelefonSeelsorge Deutschland
In der aktuellen Ausgabe der 24/7 vom April 2025 findet sich einleitend der Hinweis, dass es sich bei dieser Ausgabe um das letzte Exemplar der 24/7 handelt. Von wem und warum das unter dem Dach der TelefonSeelsorge so entschieden wurde, wird weder in dem erwähnten Hinweis noch an anderer Stelle im Heft erwähnt.